# バーニング (柳ジョージの曲)
「バーニング」は、日本のロックミュージシャンである柳ジョージが、1996年4月24日にMCAビクターからリリースした22枚目のシングルである。

## 解説
音楽プロデューサーの樫原伸彦がプロデュースした作品で、アルバム『BURNING』の先行シングルとしてリリースされた。
表題曲の「バーニング」は、アサヒビール『アサヒスーパードライ '96』のCMソングとして起用されたが、CMに使用されたのはカップリング曲である「バーニング (CM Version)」である。

## 収録曲
| #         | タイトル                         | 作詞              | 作曲       | 編曲      | 時間  |
| --------- | -------------------------------- | ----------------- | ---------- | --------- | ----- |
| 1.        | 「バーニング」                   | 池永康記 & MISUMI | 樫原伸彦   | 樫原伸彦  | 4:25  |
| 2.        | 「MISS YOU」                     | 柳ジョージ        | 柳ジョージ | 大村憲司  | 4:18  |
| 3.        | 「バーニング」(CM Version)       | 池永康記 & MISUMI | 樫原伸彦   | 樫原伸彦  | 3:17  |
| 4.        | 「バーニング」(Original Karaoke) |                   |            |           | 4:23  |
| 合計時間: | 合計時間:                        | 合計時間:         | 合計時間:  | 合計時間: | 16:23 |

## カバー
| 曲名       | アーティスト | 収録作品 | 発売日        | 規格品番              | 備考             |
| ---------- | ------------ | -------- | ------------- | --------------------- | ---------------- |
| バーニング | RIKI         | 『男唄』 | 2010年8月25日 | RZCD-46570/B (CD+DVD) |                  |
| バーニング | RIKI         | 『男唄』 | 2010年8月25日 | RZCD-46571 (DVD)      |                  |
| バーニング | RIKI         | 『男唄』 | 2010年8月25日 | RZC1-46623/B (CD+DVD) | ドン・キホーテ盤 |